# South Ruislip állomás
A South Ruislip a londoni metró egyik állomása az 5-ös zónában, a Central line és a Chiltern Railways érinti.

## Története
Az állomást 1908. május 1-jén adták át Northolt Junction néven a Great Western and Great Central Joint Railway részeként. 1932-ben a South Ruislip & Northolt Junction nevet kapta. Mai nevét 1947. június 30-ától viseli. 1948. november 21-étől a Central line vonatai is érintik.

## Forgalom
| Járat | Útvonal | Gyakoriság     |
| ----- | --- | -------------- |
|       | Epping – Theydon Bois – Debden – Loughton – Buckhurst Hill – Woodford – South Woodford – Snaresbrook – Leytonstone – Leyton – Stratford – Mile End – Bethnal Green – Liverpool Street – Bank – St. Paul’s – Chancery Lane – Holborn – Tottenham Court Road – Oxford Circus – Bond Street – Marble Arch – Lancaster Gate – Queensway – Notting Hill Gate – Holland Park – Shepherd’s Bush – White City – East Acton – North Acton – Hanger Lane – Perivale – Greenford – Northolt – South Ruislip – Ruislip Gardens – West Ruislip | 3-6 percenként |

## Átszállási kapcsolatok
| Állomás       | Átszállási kapcsolatok                                                         |
| ------------- | ------------------------------------------------------------------------------ |
| South Ruislip | National Rail – Chiltern Railways (South Ruislip) Helyi buszok (South Ruislip) |

## Fordítás
- Ez a szócikk részben vagy egészben  a   South Ruislip station című angol Wikipédia-szócikk fordításán alapul.  Az eredeti cikk szerkesztőit annak laptörténete sorolja fel. Ez a jelzés csupán a megfogalmazás eredetét és a szerzői jogokat jelzi, nem szolgál a cikkben szereplő információk forrásmegjelöléseként.